# Libnotes (Afrolimonia) obuduensis
Libnotes (Afrolimonia) obuduensis is een tweevleugelige uit de familie steltmuggen (Limoniidae). De soort komt voor in het Afrotropisch gebied.